# Iced Earth
Iced Earth — це американській хеві-метал-гурт із міста Тампа, штат Флорида. Він був сформований у 1985 році під назвою Purgatory гітаристом та головним вокалістом Джоном Шаффером (Jon Schaffer) і оригінальним ударником Грегом Сеймуром (Greg Seymour). Iced Earth випустив свій дебютний альбом у 1990 році і відтоді видав одинадцять студійних альбомів, чотири мініальбоми (EP), три компіляції, три альбомних комплекти (вox sets), три живі альбоми та один кавер-альбом.
Після випуску перших двох студійних альбомів у 1990 та 1991 роках, Iced Earth взяв трирічну відпустку, з 1992 до 1995 року, після чого гурт повернувся з новим провідним вокалістом Метью Барлоу. Iced Earth продовжили свою діяльність і випустили чотири студійні альбоми вже з Барлоу, з 1995 по 2001 роки: 1995 — Burnt Offerings, 1996 — The Dark Saga, 1998 — Something Wicked This Way Comes та 2001 — Horror Show.
Після Horror Show, Барлоу покинув гурт  для служби в поліції, тоді як Iced Earth продовжували працювати з Тімом «Ріппер» Оуенсом (Tim «Ripper» Owens), тогочасним вокалістом Judas Priest. З Оуенсом гурт випустив два студійних альбоми: Glorious Burden у 2004 році й  Framing Armageddon у 2007 році. Наприкінці 2007 року Метью Барлоу знову приєднався до команди. Iced Earth записує з Барлоу альбом The Crucible of Man у 2008 році. 2011 року Барлоу знову залишає гурт. Пізніше, того ж року, фронтмен гурту Into Eternity Стю Блок (Stu Block) став новим основним вокалістом Iced Earth. Перший альбом гурту з Стюартом Блоком, називався Dystopia і вийшов у жовтні 2011 року. Альбом отримав позитивні відгуки; деякі критики назвали Dystopia одним із найкращих альбомів Iced Earth. Другий альбом гурту з Блоком — Plagues of Babylon, вийшов у січні 2014 року.
Перш ніж дійти до свого поточного складу, Iced Earth, змінив чимало учасників, з яких лише засновник Джон Шаффер залишається незмінним. Від 1985 року  ̶  моменту утворення, до 2013 року, можна нарахувати понад двадцять музикантів, які приходили та полишали Iced Earth (див.: Список членів гурту Iced Earth для детальнішої інформації). На цей час гурт складається з ритм-гітариста Джона Шаффера, провідного гітариста Джейка Дреєра (Jake Dreyer), співака Стю Блока, басиста Люка Епплтона (Luke Appleton) та ударника Брента Смедлі (Brent Smedley).

## Історія

### Формування та ранні роки (1984—1989)

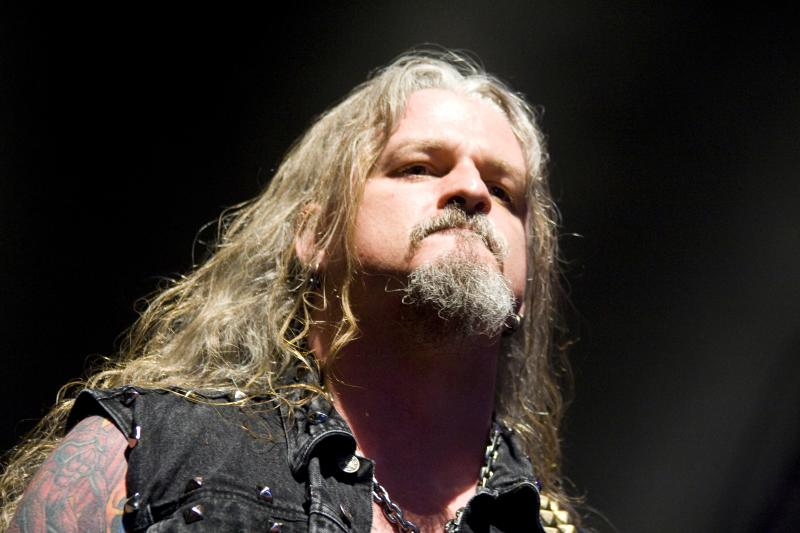
Засновник Iced Earth Джон Шаффер.

Центральною фігурою Iced Earth завжди був і є гітарист Джон Шаффер, який й утворив гурт 20 січня 1985 року у Тампі (штат Флорида). Оригінальний гурт Шаффера стартував під назвою The Rose в 1984 році. Життя команди виявилось короткотривалим, після чого Шаффер утворив гурт під назвою Purgatory, який, зрештою, змінив своє ім'я на Iced Earth. Колектив зазнавав постійних змін складу, лише Джон Шаффер залишався постійним членом. Гурт записав демо у 1985 році під назвою «Psychotic Sreams». 1988 року Purgatory змінює назву на Iced Earth. За словами Шаффера, автором цієї назви був його друг, який загинув на мотоциклі, перед тим, як Шеффер переїхав до Флориди. 1989 року Iced Earth записав ще одну демоверсію «Enter the Realm» у складі: вокаліста Джина Адама (Gene Adam), лідер-гітариста Рендалла Шаввера (Randall Shawver), басиста Дейва Абеля (Dave Abell) та ударника Грега Сеймура і Джона Шаффера як вокалу й ритм-гітари. Усі пісні з «Enter the Realm» пізніше з'являться у дебютному альбомі гурту, за винятком «Nightmares» та заголовної доріжки.

### Дебютний однойменний альбом і Night of the Stormrider (1990—1992)
Після підписання контракту з Century Media Records, гурт, за участю ударника Майка Макгілла (Mike McGill), почав роботу над своїм дебютним альбомом. Запис альбому «Iced Earth» проходив у студії Morrisound Recording, де Том Морісон і Джон Шаффер виступили в ролі продюсерів. Альбом побачив світ у листопаді 1990 року в Європі та 25 лютого 1991 року в США. Після виходу альбому гурт Iced Earth подорожував Європою разом з Blind Guardian.
Після появи альбому з однойменною назвою, Iced Earth швидко почав роботу над своїм другим альбомом. До процесу запису долучився співак Джин Адам (Gene Adam), але був звільнений після того, як відмовився брати уроки співу. Згодом, Адам був замінений Джоном Грілі (John Greely), а ударника Майка Макгілла замінив Річі Секчайарі (Richey Secchiari). Альбом «Night of Stormrider» знову записувався на Morrisound Recording, а Шаффер і Том Морріс — його продюсери. Другий альбом з'явився 11 листопада 1991 року в Європі, проте в США, вихід альбому затримався до квітня 1992 року, через що не міг конкурувати з дебютним альбомом гурту. Після «Night of the Stormrider»  гурт Iced Earth знову вирушив на гастролі Європою з Blind Guardian.

### Вокаліст Метью Барлоу. Альбоми Burnt Offerings і The Dark Saga (1995—1997)

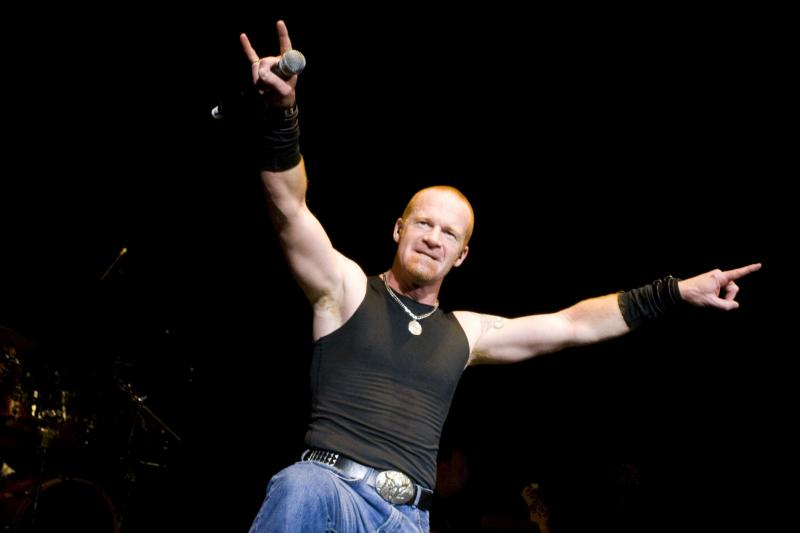
Метью Барлоу приєднався до гурту Iced Earth у 1995 році.

Після гастролей на підтримку «Night of the Stormrider», гурт Iced Earth взяв трирічну відпустку з 1992 по 1995 рік. Протягом цього простою команда зіткнулася з проблемами, які майже призвели до їхнього розпаду, але в підсумку, доробок Iced Earth поповнився альбомом «Burnt Offerings». Його визнано найважчим серед альбомів Iced Earth. «Burnt Offering» побачив світ 14 квітня 1995 року і був першим альбомом гурту, у якому брали участь ударник Родні Бейслі (Rodney Beasley) та вокаліст Метью Барлоу.
У січні 1996 року Iced Earth почав записувати свій четвертий студійний альбом, цього разу з братом Тома Морріса — Джимом Моррісом, який виступив у ролі співпродюсера, а також із Джоном Шаффером. Цей альбом також був першим, на якому представлений ударник Марк Пратор (Mark Prator); і став останнім для басиста Дейва Абеля — який покинув гурт після завершення запису. Хоча Абель і взяв участь у створенні альбому, на зворотному боці обкладинки стоїть ім'я  басиста Кейта Менсера (через вимогу Century Media позначати на обкладинці саме гастрольний склад). Пізніше Кейта Менсера звільнили, через те, що він не вивчив жодної пісні гурту для гастролей, і його замінив Джеймс Макдонах (James MacDonough). Також звільнили і Марка Пратора, якого замінили на Брента Смедлі. 23 травня 1996 року виходить концептуальний альбом «The Dark Saga», в основі якого стоїть комедійний персонаж на ім'я Спаун. Музично альбом був набагато мелодійнішим і простішим, порівняно з попередніми альбомами Iced Earth. До гастролей на підтримку альбому долучився гурт Nevermore.
21 квітня 1997 року Iced Earth випустив свій перший альбом-збірку: «Days of Purgatory». У альбомі були представлені пісні з перших двох альбомів, а також демо «Enter the Realm», яке переспівам заново Метью Барлоу, з новими партіями ударних та басу в деяких треках. Альбом також містив кілька пісень з «Burnt Offerings» — відповідно реміксованих та ремастеризованих.

### Альбом Something Wicked This Way Comes і живий альбом Alive in Athens (1998—1999)
У березні 1998 року почалася робота над п'ятим студійним альбомом гурту і в ролі продюсера повертається Джим Морріс. До початку запису альбому гурт залишає гітарист Рендалл Шаввер. Для виконання обов'язків провідної гітари долучається Ларрі Тарновські (Larry Tarnowski), але не як штатний член гурту, а як сесійний музикант. Брент Смедлі також не зміг взяти участь у записі з особистих причин і тимчасово був змінений Марком Пратором, якого перед тим Смедлі замінив у 1996 році. 17 червня 1998 року виходить альбом «Something Wicked This Way Comes», відомий завдяки дебютній роботі  Джона Шаффера під назвою «Something Wicked Saga», яку він розвиває в наступних альбомах. Під час гастролей «Something Wicked This Way Comes» 23 та 24 січня 1999 року (Брент Смедлі за ударними), гурт записує свій перший живий альбом у місті Афіни, Греція. Живий альбом «Alive in Athens» включав потрійний CD-комплект і був записаний перед аудиторією (протягом двох ночей) в клубі «Родон». Альбом вийшов у світ 19 липня 1999 року.
Також у 1999 році гурт випустив мініальбом «The Melancholy E.P.» В оригінальному задумі повинен був вийти радіо-сингл. Мініальбом же містив три раніше випущені пісні: «Melancholy (Holy Martyr)», «Watching Over Me» та «I Died for You», а також дві нові (кавер-версії на пісні Bad Company «Shooting Star» та Black Sabbath «Electric Funeral»). Проте, Century Media Records не закінчила випуск EP, тому він став доступним для фанатів як обмежений 1500-й примірник спеціального випуску.

### Заміна Метью Барлоу на Тіма «Ріппер» Оуенса. Альбоми Horror Show і The Glorious Burden. (2000—2004)

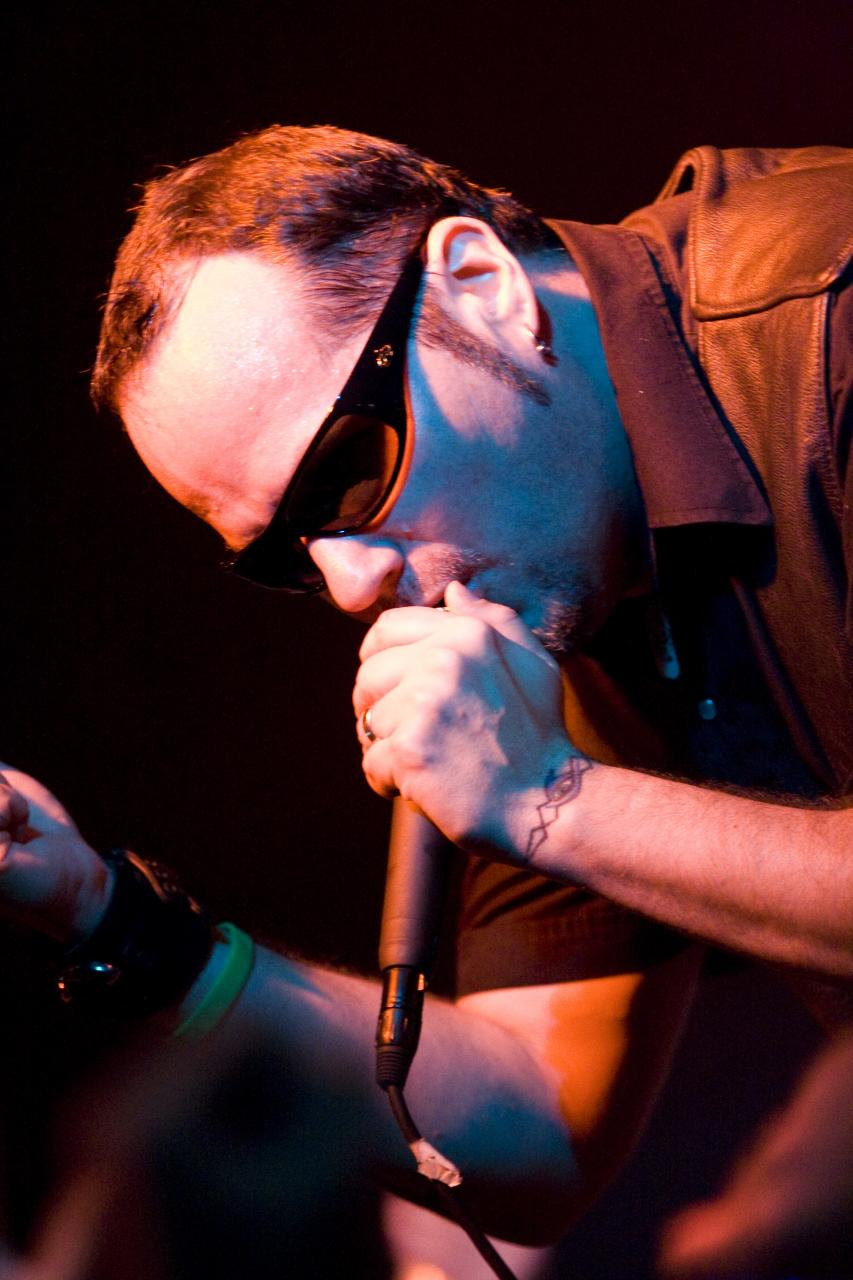
Тім «Ріппер» Оуенс приеднався до Iced Earth у 2003 році.

У 2000 році почалася робота над шостим студійним альбомом Iced Earth. Альбом «Horror Show» містив пісні, які були написані на основі фільмів та літератури жахів, як то «Дракула», «Привид опери» та «Людина-вовк». Альбом вийшов 26 червня 2001 року і став першим для нового ударника Річарда Крісті (Richard Christy) та третім — для гітариста Ларі Тарновського (на сьогодні повноправний член гурту). Оригінальні партії басу в альбомі відіграв Стів Ді Джорджіо (Steve Di Giorgio), але після запису полишив команду. За словами Джона Шаффера, Ді Джорджіо був потрібен і погодився виїхати на гастролі, проте залишився через «попередні зобов'язання». Його замінив Джеймс МакДонах (James MacDonough). «Horror Show» також був першим альбомом Iced Earth, який був частково записаний на домашній студії Джона Шеффера Schaffer Sound.
26 листопада 2001 року (5 березня 2002 році В Америці) гурт випустив альбомний комплект «Dark Genesis», який включав три перші альбоми плюс «Enter the Realm-demo» — реміксований і в новий обкладинці. Комплект також містив новий альбом «Tribute to the Gods». Це був перший і єдиний альбом Iced Earth, що включав пісні таких команд, як Iron Maiden, Kiss і Blue Öyster Cult.
Після подій 11 вересня (серія терактів у США), Метью Барлоу прийшов до висновку, що хотів би почати робити свій внесок у «справжній світ». Барлоу звернувся з цими думками до Шаффера наприкінці 2002 року, але той переконав Барлоу залишатися в колективі. Коли Iced Earth почав записувати свій наступний студійний альбом, Шаффер зрозумів, що вокал Барлоу вже не відповідає потребам гурту; він відчував, що їм бракує пристрасті і якості, тому він зрештою дозволив Барлоу піти. Барлоу став поліцейським у відділенні поліції Джорджтауна (штат Делавер).
Після звільнення з колективу  Барлоу, Iced Earth продовжував працювати над своїм наступним альбомом. З метою отримати якісний вокал, Джон Шаффер запрошує Тіма «Ріппер» Оуенса (Tim «Ripper» Owens) з Judas Priest. Оуенс, який на той час був членом Judas Priest, спочатку був зарахований як гостьовий музикант, але після того, як співак Роб Галфорд (Rob Halford) приєднується до Judas Priest ̶  Оуенс стає постійним учасником Iced Earth. Напередодні запису нового альбому також залишає гурт гітарист Ларрі Тарновський, тому основні гітарні частини альбому грав продюсер Джим Моріс та сесійний гітарист Ральф Сантолла (Ralph Santolla).
Перед появою альбому Iced Earth випускає сингл «The Reckoning». Сингл містив чотири пісні з нового альбому, які, за передбаченням гурту, мали потрапити до радіо-ефіру. «The Glorious Burden» побачив світ 12 січня 2004 року в Європі та 13 січня в США. Подібно до того, як альбом «Horror Show» базувався на фільмах та літературі жахів, альбом «The Glory Burden» був натхненний історичними подіями. Це був також перший альбом гурту з компанією звукозапису SPV. Після концертного туру Джеймс Макдонах залишає Iced Earth і приєднується до Megadeth.

### Чисельні зміни складу. Повернення Барлоу. Альбоми Framing Armageddon та The Crucible of Man (2005—2010)

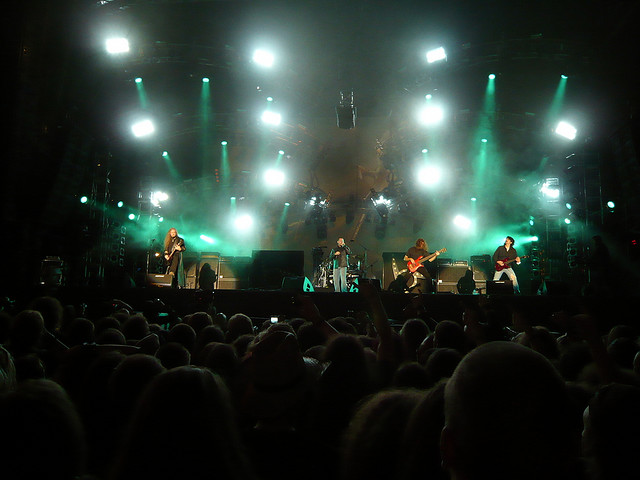
Iced Earth на Wacken Open Air у 2007 році.

Після «The Glorious Burden» розпочалася робота над наступним альбомом гурту, який мав бути розширеним концептуальним альбомом у тематиці «Something Wicked» (укр. — щось нечестиве), сюжет взято з «Something Wicked This Way Comes». Перш ніж почати роботу над альбомом, Iced Earth зазнав декількох змін у складі. У липні 2006 року Ерні Карлетті (Ernie Carletti) був обраний новим лідер-гітаристом гурту, але після появи звинувачень Карлетті у зґвалтуванні та викраденні  — був змінений на Тіма Міллса (Tim Mills). Незабаром Тім Міллс також був змушений залишити Iced Earth, щоб сконцентруватися на власному бізнесі  ̶ фірмі з виробництва звукознімачів «Bare Knuckle Pickups». У жовтні 2006 року Брент Смедлі повернувся до Iced Earth, замінивши ударника Річарда Крісті. Оскільки гурт залишився без басиста та провідного гітариста, Джон Шаффер завершив виконання більшості партій лідер-гітари та басу для альбому (при цьому частину треків відіграли продюсер Джим Морріс, гітарист Трой Сіле (Troy Seele) та басист Денніс Хейз (Dennis Hayes)). У травні 2007 року гітарист Трой Сіле був оголошений постійним членом гурту, а через два місяці й Денніс Хейз.
Перш ніж випустити повноцінний альбом, Iced Earth видає міні-альбом «Overture The Wicked», який містив перезаписані версії оригінальної «Something Wicked Trilogy», а також нову композицію «Ten Thousand Strong». Альбом «Armageddon: Something Wicked Part 1» побачив світ 7 вересня 2007 року в Німеччині, 10 вересня на території решти Європи, а 11 вересня — у США.

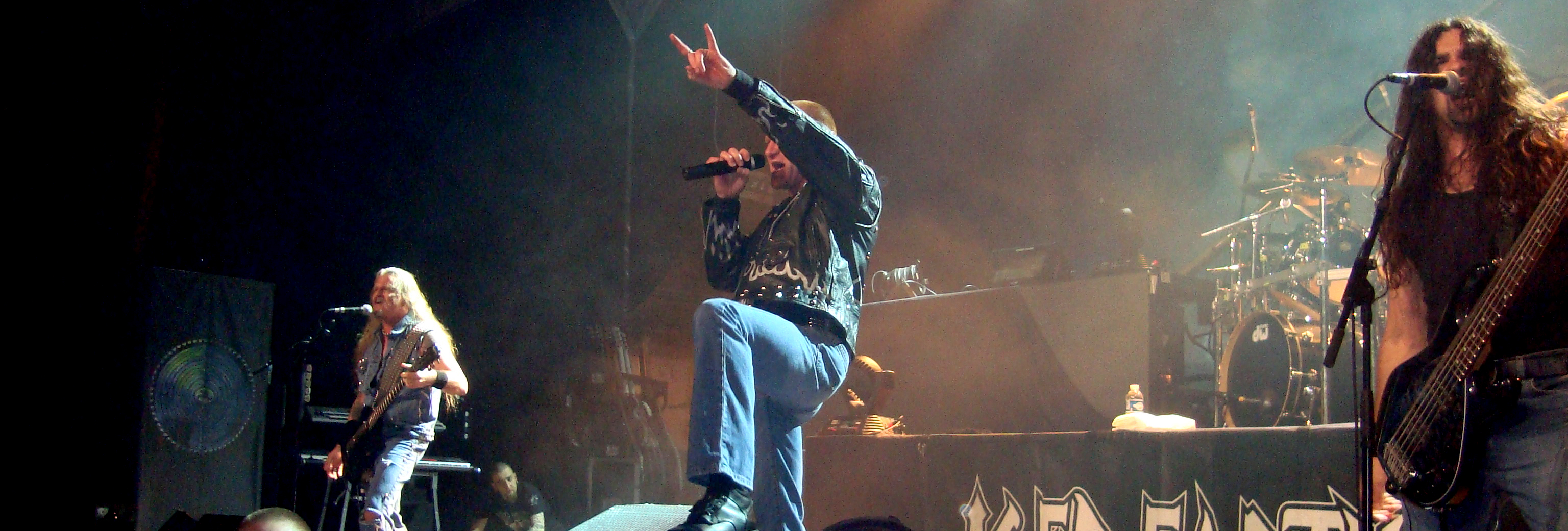
Iced Earth в Стокгольмі у 2009 році.

У грудні 2007 року було оголошено про повернення до Iced Earth, після п'ятирічної відсутності, Метью Барлоу. З Барлоу Iced Earth продовжували працювати над наступним альбомом, який попередньо називався «Revelation Abomination: Something Wicked Part 2». Більшість музики альбому було записано одночасно з «Framing Armageddon», і спочатку, Джон Шаффер планував закінчити альбом наприкінці 2007 року. Проте робота над альбомом була призупинена через попередні зобов'язання Барлоу щодо його іншого гурту Pyramaze. На початку 2008 року Денніс Хейз був змінений басистом Фредді Відалесом (Freddie Vidales).
Перед появою чергового альбому, Iced Earth випустив сингл «I Walk Among You», у якому містилася нова пісня з майбутнього альбому, а також дві пісні з «Framing Armageddon» у виконанні Метью Барлоу. У вересні 2008 року, після перейменування у «The Trucible of Man: The Wicked Part 2», вийшов дев'ятий студійний альбом Iced Earth. На початку 2010 року, після «Crucible of Man», гурт випустив «Box of the Wicked». В альбомному комплекті містились: «Framing Armageddon: Something Wicked Part 1», «The Crucible Of Man: Something Wicked Part 2», «The Overture of the Wicked EP», а також бонусний CD, що містить одну пісню з «Framing Armageddon» у виконанні Метью Барлоу і три ще не видані живі треки з Graspop Metal Meeting Festival 2008 року. У комплект також входив плакат і буклет. Крім того, на початку 2010 року, колектив Iced Earth підписав новий контракт зі своєю колишньою компанією Century Media Records.

### Вокаліст Стю Блок. Альбом Dystopia (2011—2012)

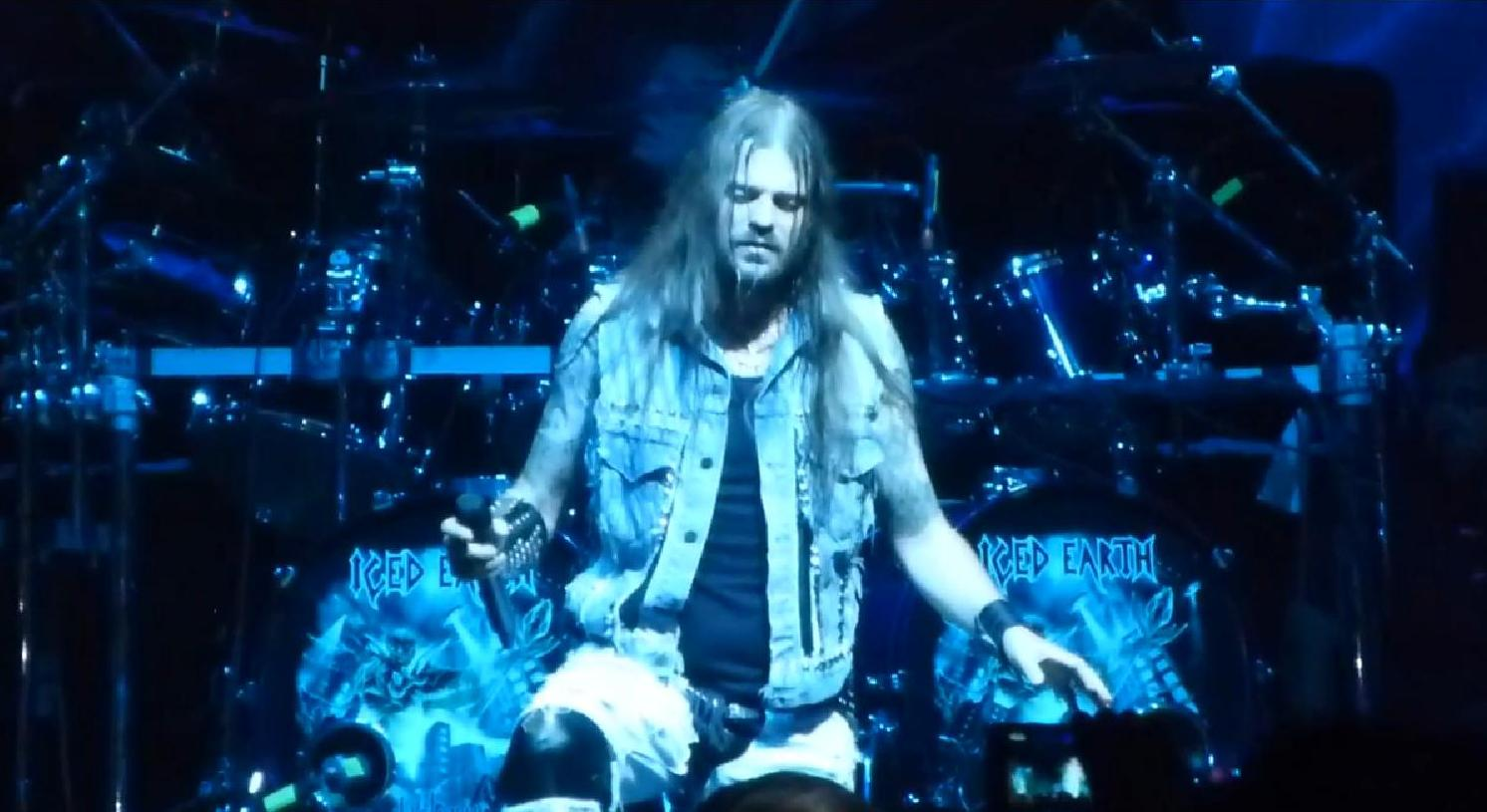
Стю Блок приєднався до Iced Earth у 2011 році.

У березні 2011 року Метью Барлоу виступив із заявою на офіційному вебсайті Iced Earth, повідомивши, що покидає гурт через сімейні обставини. Барлоу, як і раніше, брав участь у літніх гастролях гурту 2011 року, і 6 серпня 2011 року виступив на фестивалі Wacken Open Air у Німеччині у своєму фінальному шоу з Iced Earth. Незадовго після оголошення виходу з гурту Барлоу, Iced Earth повідомив, що фронтмен Into Eternity Стю Блок (Stu Block) був обраний як новий провідний вокаліст команди. З Стю Блоком Iced Earth почав записувати свій наступний студійний альбом у травні 2011 року.
27 червня 2011 року гурт випустив DVD «Festivals of the Wicked», у якому містились концерти Metal Camp Open Air (2008), Rock Hard Festival (2008) та Wacken Open Air (2007). 7 вересня 2011 року Iced Earth видав перезаписану версію пісні «Dante's Inferno», з альбому «Burnt Offers». Новий альбом гурту «Dystopia» побачив світ 17 жовтня 2011 року в Європі та 18 жовтня у США. І хоч це був не концептуальний альбом, проте багато пісень альбому були натхненні антиутопічними темами і фільмами, як-от «V означає Вендетта», «Темне місто» й «Еквілібріум». Дві пісні («Dystopia» і «Tragedy and Triumph») також означали повернення тематики з «Щось нечестиве». Після виходу альбому «Dystopia», Iced Earth влаштував світові гастролі Dystopia, які були оголошені «наймасштабнішими світовими гастролями, які Iced Earth коли-небудь проводив», і що вони охоплять «країни, у яких гурт ніколи раніше не виступав».
10 квітня 2012 року з'явилось повідомлення, що Фредді Відалес покинув Iced Earth. Згодом його замінив Люк Еплетон (Luke Appleton) з Fury UK. 19 серпня 2012 року Iced Earth записав на Кіпрі новий живий CD / DVD альбом під назвою «Live in Ancient Kourion».

### Альбоми Plagues of Babylon та Incorruptible (2013–дотепер)
На початку 2013 року Iced Earth почав записувати новий матеріал для свого одинадцятого студійного альбому.  Ударник Брент Смедлі покинув гурт у травні 2013 року. Замість нього ударні партії в альбомі під назвою «Plagues of Babylon» виконував Рафаель Сейн (Raphael Sain), який також долучився до гастролей, поки в листопаді 2013 року не з'явився новий ударник Джон Детт (Jon Dette). Альбом вийшов у січні 2014 року, досягнувши позиції № 5 на German Media Control Charts, що є найвищим показником гурту за його кар'єру.
7 квітня 2015 року, після певного періоду бездіяльності через хворобу Шаффера, якому зробили другу операцію зі зрощування хребців, гурт оголосив, що Iced Earth починає запис 12-го студійного альбому. У повідомленні також зазначалося, що ударник Брент Смедлі повертається до колективу (замість Детта), і що поява нового альбому, під робочою назвою «The Judas's Goat», вже запланована, як і наступні цикли гастролей на початку 2016 року. У серпні 2016 року провідний гітарист Трой Сіле оголосив, що залишає гурт через сімейні обставини. 25 вересня 2016 року його замінили на Джейка Дрейєра (Jake Dreyer).
6 грудня, в інтерв'ю Фернандо Боненфану з Metal Wani, Шаффер повідомив про появу нового альбому під назвою «Incorruptible», який з'явиться у травні 2017 року. 13 березня 2017 року гурт підтвердив, що вони закінчили роботу над альбомом, випуск якого запланований на середину червня. 6 квітня з'явилась інформація (обкладинка) про вихід дванадцятого студійного альбому 16 червня.

## Музичній стиль та тематика пісень
Iced Earth зазвичай відносять до стилів хеві-метал, треш-метал та павер-метал. На питання про музичний стиль гурту, Джон Шаффер, головний автор пісень Iced Earth, відповів:
Ми металічний гурт, у цьому наша суть. У нас є різна динаміка, від Pink Floyd до Slayer і все, що знаходиться між ними.
Звучання Iced Earth розвивалося і зазнавало змін в історії гурту кілька разів. У однойменному дебютному альбомі 1990 року, звучання гурту характеризувалося змінами темпу, акустичними проходами та галопуючими ритмами Iron Maiden. Багато з цих елементів перейшло до наступного альбому «Night of the Stormrider», у якому додано синтезатор та фортепіано, а також деякі хорові аранжування. «Burnt Offerings», альбом 1995 року, визнано найважчим альбомом Iced Earth. Він також містить найдовшу пісню гурту «Inferno Dante». альбом 1996 року «The Dark Saga» порівнювали з попередніми альбомами. Основну увагу приділено техніці виконання, а не емоціям чи мелодійності. «Something Wicked This Way Comes» поєднував елементи, використані в попередніх альбомах із новими ідеями. «Something Wicked Trilogy», що закриває альбом, містить багато натяків на альбом «Night of the Stormrider». Iced Earth продовжував розширювати свій звук упродовж 2000-х років, наприклад, використовуючи справжнє оркестрове звучання в пісні «Gettysburg», в альбомі 2004 року «The Glorious Burden».
Основними ліричними темами в музиці Iced Earth є релігія, історія, фантастика, література, та фільми. Гурт також випустив декілька концептуальних альбомів, перший — «Night of the Stormrider», в 1991 році. Другий — у 1996 році: «The Dark Saga», був оснований на персонажі коміксів Тодда  Макфарлейна на ім'я Спаун. 1998 року «Something Wicked This Way Comes» продовжився у «Something Wicked Saga», яка пізніше була розгорнута в 2007 році у «Framing Armageddon: Something Wicked Part 1» та у 2008 році в «The Crucible of Man: Something Wicked Part 2». Iced Earth також випустив кілька альбомів, написаних на схожу тему. Альбом «Horror Show» 2001 року був заснований, головним чином, на фільмах і літературі жахів. «The Glory Burden» 2004 року був натхненний історією та війною, а «Dystopia» 2011 року зосереджена на антиутопічних темах у літературі та фільмах.

## Дискографія
- Iced Earth (1990)

- Night of the Stormrider (1991)

- Burnt Offerings (1995)

- The Dark Saga (1996)

- Something Wicked This Way Comes (1998)

- Horror Show (2001)

- The Glorious Burden (2004)

- Framing Armageddon: Something Wicked Part 1 (2007)

- The Crucible of Man: Something Wicked Part 2 (2008)

- Dystopia (2011)

- Plagues of Babylon (2014)

- Incorruptible (2017)

## Склад
Шаблон:Mainlist

### Поточний склад
- Джон Шаффер (Jon Schaffer) — ритм-гітара, клавішні, бек-вокал (1985 — дотепер)

- Брент Смедлі (Brent Smedley) — ударні (1996—1997, 1998—1999, 2006—2013, 2015 — дотепер)

- Стю Блок (Stu Block) — основний вокал (2011–дотепер)

- Люк Аплетон (Luke Appleton) — бас-гітара, бек-вокал (2012–дотепер)

- Джейк Дрейєр (Jake Dreyer) — основна гітара (2016–дотепер)

### Timeline
Не вдається зібрати вхід EasyTimeline:

Timeline generation failed: 8 errors found

Line 6: TimeAxis = orientation: horizontal format: yyyy

- TimeAxis definition incomplete. No value specified for attribute 'orientation'.

Line 7: Legend = orientation: horizontal position: bottom

- TimeAxis definition incomplete. No value specified for attribute 'horizontal'.

Line 8: ScaleMajor = increment:2 start:1985

- TimeAxis definition incomplete. No value specified for attribute 'format'.

Line 9: ScaleMinor = increment:2 start:1986

- TimeAxis definition incomplete. No value specified for attribute 'yyyy'.

Line 18: BackgroundColors = bars: bars

- BackgroundColors definition incomplete. No value specified for attribute 'bars'.

Line 19: LineData =

- BackgroundColors definition incomplete. No value specified for attribute 'bars'.

Line 20:   at:02/01/1991 color:black layer:back

- New command expected instead of data line (= line starting with spaces). Data line(s) ignored.

```
 

```

Line 65: PlotData =

- PlotData invalid. No (valid) command 'TimeAxis' specified in previous lines.